# 2 maja
2 maja jest 122. (w latach przestępnych 123.) dniem w kalendarzu gregoriańskim. Do końca roku pozostaje 243 dni.

## Święta
- Imieniny obchodzą: Anatol, Anatoliusz, Atanazy, Borys, Cyriak, Częstowoj, Eksuperiusz, Gwalbert, Teodulf, Walbert, Waldebert, Walenty, Walentyn, Walter, Zoe, Zygmunt i Zygmunta.
- dawn. Dziady – wiosenne, słowiańskie święto upamiętniające zmarłych
- Iran, Indonezja – Dzień Nauczyciela
- Polska:
  - Dzień Flagi Rzeczypospolitej Polskiej
  - Dzień Polonii i Polaków za Granicą
- Wspomnienia i święta w Kościele katolickim[1][2] obchodzą:
  - św. Antonin Pierozzi (dominikanin)
  - św. Atanazy Wielki (ojciec i doktor Kościoła)
  - św. Józef Maria Rubio Peralta (prezbiter)
  - św. Józef Nguyễn Văn Lựu (męczennik) ze 117 męczenników wietnamskich
  - św. Zygmunt I Burgundzki (król i męczennik) (w polskim Kościele; na świecie 1 maja)

## Wydarzenia w Polsce
- 1417 – W Sanoku odbył się ślub króla Władysława II Jagiełły z jego trzecią żoną Elżbietą z Pileckich, wdową po kasztelanie nakielskim Wincentym Granowskim. Ślubu udzielił arcybiskup lwowski Jan z Rzeszowa.
- 1447 – Wielki książę litewski Kazimierz Jagiellończyk nadał w Wilnie przywilej gwarantujący nienaruszalność terytorium Litwy, co stanowiło odrzucenie polskich roszczeń do Wołynia i Podola Wschodniego.
- 1503 – Król Aleksander I Jagiellończyk wydał w Wilnie dekret mianujący Mikołaja Kamienieckiego pierwszym hetmanem wielkim koronnym.
- 1625 – Król Zygmunt III Waza nadał Białej (województwo smoleńskie) prawo magdeburskie i herb miejski.
- 1657 – Wojska księcia Siedmiogrodu Jerzego II Rakoczego spaliły Gorlice.
- 1692 – Spłonęła niemal doszczętnie zabudowa Żelechowa.
- 1703 – III wojna północna: zdecydowane zwycięstwo wojsk szwedzkich nad saskimi w bitwie pod Pułtuskiem.
- 1720 – Król August II Mocny nadał prawa miejskie Suwałkom.
- 1791 – Powołano Zgromadzenie Przyjaciół Konstytucji Rządowej.
- 1792:
  - Król Stanisław August Poniatowski nadał Kormiałowi (województwo trockie) prawo magdeburskie i herb.
  - Założono cmentarz ewangelicko-augsburski w Warszawie.
- 1809 – Wojna polsko-austriacka: w nocy z 2 na 3 maja wojska polskie odniosły zwycięstwo w bitwie pod Ostrówkiem.
- 1848:
  - Powstanie wielkopolskie: zwycięstwo powstańców w bitwie pod Sokołowem.
  - Wiosna Ludów: we Lwowie powstała pierwsza ukraińska organizacja polityczna Główna Rada Ruska.
- 1895 – Bolesław Prus ukończył pisanie powieści historycznej Faraon.
- 1915 – I wojna światowa: rozpoczęła się bitwa pod Gorlicami („Małe Verdun”), w trakcie której Niemcy i Austriacy przełamali front rosyjski.
- 1919:
  - Hugh Gibson został pierwszym ambasadorem USA w Polsce.
  - Sekcja Marynarki przy Ministerstwie Spraw Wojskowych została przekształcona w Departament dla Spraw Morskich.
- 1921:
  - Marszałek Polski Józef Piłsudski otrzymał doktorat honoris causa Uniwersytetu Warszawskiego.
  - Wybuchło III powstanie śląskie.
- 1923 – Na dworcu kolejowym w Dziedzicach gen. dyw. Kazimierz Sosnkowski wręczył Ferdinandowi Fochowi dekret mianowania go na stopień wojskowy marszałka Polski oraz buławę.
- 1924 – Oddano do użytku Elektrownię Wodną Wrocław I.
- 1940 – Do obozu koncentracyjnego w Sachsenhausen wyjechał pierwszy transport więźniów Pawiaka.
- 1944 – Niemcy zaatakowali Hanaczów położony w dawnym powiecie przemyślańskim województwa tarnopolskiego i po walkach z polską samoobroną całkowicie go zniszczyli, po czym dokonali egzekucji Żydów i części Polaków, a resztę osób zabrali ze sobą do Lwowa. W sumie straty polskie wyniosły 16 żołnierzy i 30 cywilów.
- 1945 – W nocy z 1 na 2 maja oddział NSZ por. Romana Dziemieszkiewicza ps. „Pogoda” uwolnił z aresztu Powiatowego Urzędu Bezpieczeństwa Publicznego w Krasnosielcu koło Makowa Mazowieckiego kilkudziesięciu żołnierz NSZ i AK, przeznaczonych do wywiezienia w głąb ZSRR.
- 1952:
  - Wprowadzono reglamentację mydła i proszków do prania.
  - W Warszawie rozpoczęto budowę Pałacu Kultury i Nauki.
- 1954 – Zainaugurował działalność Studencki Teatr Satyryków.
- 1960 – Dokonano oblotu szybowca SZD-24 Foka.
- 1970 – Otwarto Stadion im. Ojca Władysława Augustynka w Nowym Sączu.
- 1974 – Otwarto Port lotniczy w Gdańsku.
- 1979 – W rozegranym na Stadionie Śląskim w Chorzowie w meczu eliminacyjnym do Mistrzostw Europy Polska pokonała Holandię 2:0.
- 1981 – Premiera 1. odcinka serialu telewizyjnego Punkt widzenia w reżyserii Janusza Zaorskiego.
- 1988:
  - Premiera komedii fantasy Kingsajz w reżyserii Juliusza Machulskiego.
  - Rozpoczął się strajk w Stoczni Gdańskiej.
- 1989 – Szwedzka pisarka Astrid Lindgren otrzymała tytuł doktora honoris causa Uniwersytetu Warszawskiego.
- 1992 – W trakcie próby wylegitymowania dwóch podejrzanie zachowujących się mężczyzn na ul. Piotra Woźniaka w Bytomiu poległ na służbie, jako pierwszy policjant w III RP, sierż. Marek Sienicki, a jego partner został ciężko ranny.
- 1994 – 32 osoby zginęły, a 43 odniosły obrażenia w katastrofie autobusu w Gdańsku-Kokoszkach.
- 2004:
  - Po raz pierwszy obchodzono Dzień Flagi Rzeczypospolitej Polskiej.
  - Powstał pierwszy rząd Marka Belki.
- 2006 – Założono Muzeum Historii Polski w Warszawie.

## Wydarzenia na świecie

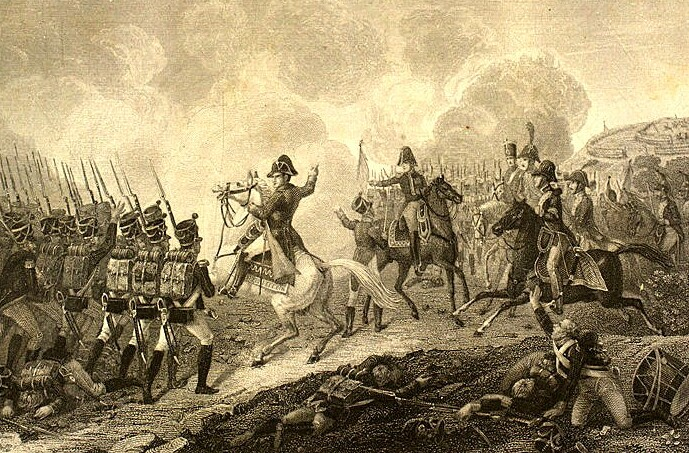
Bitwa pod Lützen (1813) – grafika Andrei Johanna Fleischmanna

- 1312 – Papież Klemens V bullą Ad providam rozwiązał zakon templariuszy.
- 1368 – Wojna duńsko-hanzeatycka: marynarze Hanzy zdobyli i całkowicie zburzyli Kopenhagę.
- 1444 – Alfonso de Borja (przyszły papież Kalikst III) został mianowany kardynałem.
- 1450 – Pierwsi portugalscy koloniści przybyli na wyspę Graciosa w archipelagu Azorów.
- 1497 – Włoski żeglarz w służbie angielskiej Giovanni Caboto (John Cabot) wypłynął z Bristolu do Ameryki Północnej w celu znalezienia Przejścia Północno-Zachodniego.
- 1536 – Anna Boleyn, druga żona króla Anglii Henryka VIII Tudora, została aresztowana i osadzona w Tower of London.
- 1568 – Królowa Szkotów Maria I Stuart uciekła z zamku na jeziorze Loch Leven, gdzie była uwięziona przez zbuntowanych lordów.
- 1611 – Została wydana angielskojęzyczna Biblia króla Jakuba, zamówiona na potrzeby Kościoła Anglii przez króla Jakuba I Stuarta.
- 1656 – Pożar strawił niemiecki Akwizgran.
- 1668 – W Akwizgranie podpisano traktat pokojowy kończący francusko-hiszpańską wojnę dewolucyjną.
- 1670 – Została powołana Kompania Zatoki Hudsona.
- 1680 – Gregorio Carafa został wielkim mistrzem zakonu joannitów.
- 1690 – W czasie tzw. „Wspaniałego Powrotu” waldensów z wygnania w Szwajcarii do ojczystych dolin w zachodnich Alpach doszło do starcia 4 tys. francuskich dragonów z ok. 300 partyzantami, którzy wobec przewagi wroga zmuszeni zostali do ucieczki.
- 1692 – W Londynie odbyła się premiera opery Królowa wróżek Henry’ego Purcella.
- 1734 – Wojna o sukcesję polską: Francuzi zdobyli twierdzę Trarbach.
- 1757 – Król Birmy Alaungpaya zdobył Pegu, stolicę Odrodzonego Królestwa Hanthawaddy.
- 1762 – Wojna siedmioletnia: podpisano pokój rosyjsko-pruski.
- 1780 – Brytyjski astronom William Herschel odkrył pierwszą gwiazdę podwójną – ksi Ursae Majoris w konstelacji Wielkiej Niedźwiedzicy.
- 1798 – Zwycięstwo wojsk francuskich nad szwajcarskimi w bitwie pod Rothenthurm.
- 1808 – W Madrycie wybuchło powstanie przeciwko francuskim okupantom, które rozpoczęło wojnę o niepodległość Hiszpanii.
- 1813 – VI koalicja antyfrancuska: zwycięstwo wojsk francuskich nad rosyjsko-pruskimi w bitwie pod Lützen.
- 1815 – Wojna austriacko-neapolitańska: rozpoczęła się bitwa pod Tolentino.
- 1859 – Otwarto kolejowy Most Księcia Alberta w Kornwalii.
- 1864 – Brytyjski astronom Norman Robert Pogson odkrył planetoidę (80) Sappho.
- 1865 – W Abbeville w Karolinie Południowej odbyło się ostatnie posiedzenie gabinetu prezydenta Skonfederowanych Stanów Ameryki Jeffersona Davisa.
- 1866 – Wojna Chile i Peru z Hiszpanią: zwycięstwo wojsk peruwiańskich nad flotą hiszpańską blokującą port Callao.
- 1869 – Otwarto paryską salę koncertową Folies Bergère.
- 1876 – Bułgarzy wzniecili antytureckie powstanie kwietniowe (20 kwietnia wg kalendarza juliańskiego.
- 1879 – Powstała Hiszpańska Socjalistyczna Partia Robotnicza (PSOE).
- 1889 – Został zawarty traktat w Ucialli pomiędzy Włochami a Abisynią, który regulował stosunki dyplomatyczne i częściowo gospodarcze pomiędzy stronami.
- 1893 – Emil Stang został po raz drugi premierem Norwegii.
- 1894 – Oficjalnie otwarto Royal College of Music w Londynie.
- 1896 – W Budapeszcie otwarto pierwszy odcinek metra.
- 1898 – Założono grupę artystyczną „Berlińska Secesja”.
- 1906:
  - Konrad zu Hohenlohe-Waldenburg-Schillingsfürst został premierem Austrii.
  - W Atenach zakończyła się nieoficjalna Olimpiada Letnia.
- 1907 – Jules de Trooz został premierem Belgii.
- 1918 – General Motors kupił Chevrolet Motor Company.
- 1919 – Zlikwidowano Bawarską Republikę Rad.
- 1920:
  - We włoskim Viareggio karabinier zastrzelił w trakcie meczu kibica miejscowej drużyny piłkarskiej, co doprowadziło do wybuchu rewolty i ogłoszenia „Republiki Viareggio”. Po wpłynięciu do portu okrętu wojennego rebelianci skapitulowali.
  - W Moskwie powołano Radę Rzeczoznawców Wojskowych na czele z gen. Aleksiejem Brusiłowem.
- 1925 – Dokonano oblotu amerykańskiego samolotu transportowego Douglas C-1.
- 1927 – Przyjęto flagę stanową Alaski.
- 1933:
  - Na łamach gazety „The Northern Chronicle” po raz pierwszy użyto określenia „Potwór z Loch Ness” dla opisania kryptydy rzekomo zamieszkującej w szkockim jeziorze o tej nazwie[3].
  - W III Rzeszy zostały zlikwidowane związki zawodowe.
- 1934 – W III Rzeszy weszła w życie ustawa powołująca Trybunał Ludowy.
- 1935 – Francja i ZSRR podpisały w Paryżu układ o wzajemnej pomocy.
- 1936 – II wojna włosko-abisyńska: wobec zbliżania się wojsk włoskich do Addis Abeby cesarz Hajle Syllasje I uciekł za granicę.
- 1937 – Reprezentacja Polski w koszykówce mężczyzn zadebiutowała w turnieju finałowym Mistrzostw Europy, przegrywając w Rydze z Francją 24:29.
- 1938 – Adolf Hitler spisał testament.
- 1940 – Papież Pius XII kanonizował Gemmę Galgani.
- 1941:
  - Dokonano oblotu japońskiego myśliwca Nakajima J1N.
  - Kampania śródziemnomorska: brytyjski niszczyciel HMS „Jersey” wszedł na niemiecką minę magnetyczną i zatonął przy wejściu do portu La Valetta na Malcie, w wyniku czego zginęło 2 oficerów i 33 marynarzy.
  - Premiera amerykańskiego horroru komediowego Czarny kot w reżyserii Alberta S. Rogella.
- 1942 – Bitwa o Atlantyk: na Morzu Norweskim, w wyniku pomyłki dowódców sojuszniczych jednostek nawodnych, został zaatakowany okręt podwodny ORP „Jastrząb”, w wyniku czego zginęło trzech marynarzy polskich i dwóch brytyjskich, a 16 członków załogi zostało rannych. Ciężko uszkodzony okręt zatopiono poprzez otwarcie odwietrzników.
- 1944 – Bitwa o Atlantyk: niemiecki U-Boot U-959 zatonął trafiony bombami głębinowymi zrzuconymi przez brytyjski samolot Fairey Swordfish z lotniskowca eskortowego HMS „Fencer”, w wyniku czego zginęła cała, 53 osobowa załoga.
- 1945:
  - Operacja berlińska: Armia Czerwona wraz z oddziałami 1. Armii Wojska Polskiego zdobyła Berlin. Polacy zawiesili biało-czerwony sztandar na Kolumnie Zwycięstwa.
  - Wojska brytyjskie zdobyły Eutin w Szlezwiku-Holsztynie.
- 1950 – Francja przekazała Indiom miasto Chandernagore, część Indii Francuskich.
- 1953:
  - 43 osoby zginęły w katastrofie brytyjskiego samolotu pasażerskiego de Havilland Comet w Bengalu Zachodnim w Indiach.
  - Husajn ibn Talal został koronowany na króla Jordanii.
- 1955 – W Japonii utworzono Park Narodowy Rikuchu Kaigan.
- 1958 – Zakończono budowę pagody Xá Lợi w stolicy Wietnamu Południowego Sajgonie (obecnie Ho Chi Minh).
- 1962:
  - Brian Jones zamieścił ogłoszenie w czasopiśmie muzycznym „Jazz News” o naborze muzyków do nowo powstającego zespołu (późniejszego The Rolling Stones).
  - Wojna algierska: w przeprowadzonym przez OAS zamachu bombowym w porcie w Algierze zginęło ok. 200 osób, a ok. 250 zostało rannych.
- 1964:
  - Chińska wyprawa dokonała pierwszego wejścia na szczyt himalajskiego ośmiotysięcznika Sziszapangma.
  - Wojna wietnamska: północnowietnamscy nurkowie umieścili i zdetonowali ładunek wybuchowy na kadłubie zakotwiczonego w Sajgonie amerykańskiego lotniskowca USS „Card”, w wyniku czego osiadł on na głębokości 6 metrów.
- 1968:
  - Rozpoczęły się protesty studenckie we Francji.
  - Wystartował drugi program rumuńskiej telewizji publicznej TVR2.
  - Wystartował pierwszy program izraelskiej telewizji publicznej Kanał 1.
- 1969 – Brytyjski transatlantyk „Queen Elizabeth 2” wyruszył w swój dziewiczy rejs z Southampton do Nowego Jorku.
- 1970:
  - 23 osoby utonęły, a 37 odniosło obrażenia po przymusowym wodowaniu z powodu wyczerpania paliwa w należącym do ALM Antillean Airlines samolocie DC-9, lecącym z Nowego Jorku na karaibską wyspę Sint Maarten.
  - Doszło do rozłamu w Luksemburskiej Socjalistycznej Partii Robotniczej.
- 1972 – 91 górników zginęło w wyniku pożaru w kopalni srebra położonej między miastami Kellogg i Wallace w amerykańskim stanie Idaho.
- 1980 – Rozpoczęła się 5. podróż apostolska Jana Pawła II do sześciu krajów afrykańskich.
- 1982 – Wojna o Falklandy: brytyjski okręt podwodny zatopił argentyński krążownik ARA „General Belgrano”, w wyniku czego zginęło 321 marynarzy.
- 1986 – Podczas Rajdu Korsyki zginęli w wypadku fiński kierowca Henri Toivonen i jego włoski pilot Sergio Cresto. Po tej tragedii FISA podjęła decyzję o zlikwidowaniu Grupy B.
- 1989 – Władze węgierskie zniosły restrykcje dotyczące ruchu granicznego z Austrią.
- 1990 – Árpád Göncz został prezydentem Węgier.
- 1992 – Podpisano porozumienie o utworzeniu Europejskiego Obszaru Gospodarczego.
- 1995 – Wojna w Chorwacji: dzień po rozpoczęciu chorwackiej inwazji na zachodnią Slawonię Siły Zbrojne Republiki Serbskiej Krajiny przeprowadziły pierwszy z dwóch (do drugiego doszło następnego dnia) ataków rakietowych na Zagrzeb, w wyniku którego zginęło 5 osób, a co najmniej 160 zostało rannych.
- 1997 – Tony Blair został premierem Wielkiej Brytanii.
- 1999:
  - Operacja „Allied Force”: amerykański F-16 został zestrzelony pociskiem Igła przez jugosłowiańską obronę przeciwlotniczą.
  - Mireya Moscoso jako pierwsza kobieta wygrała wybory prezydenckie w Panamie.
- 2004:
  - Martín Torrijos wygrał wybory prezydenckie w Panamie.
  - Około 700 osób zginęło w starciach między chrześcijanami i muzułmanami w nigeryjskim mieście Yelwa.
- 2005 – Wystartował czeski kanał informacyjny telewizji publicznej ČT24.
- 2006 – W więzieniu federalnym w Ohio, w trakcie egzekucji zastrzykiem trucizny mordercy Josepha Lewisa Clarka personel nie był w stanie wkłuć się do drugiej żyły wciąż przytomnego skazańca, co opóźniło egzekucję o kilkadziesiąt minut.
- 2008:
  - Minister obrony Sudanu Południowego Dominic Dim Deng i 23 inne osoby zginęły w katastrofie samolotu Beechcraft 1900C w mieście Rumbek.
  - Nad Birmą przetoczył się cyklon Nargis, zabijając ponad 138 tysięcy osób.
  - Po kilku tysiącach lat uśpienia wybuchł chilijski wulkan Chaitén.
- 2011 – Przywódca Al-Ka’idy Usama ibn Ladin został zabity przez amerykańskie siły specjalne w swej kryjówce w willi na przedmieściach pakistańskiego Islamabadu (1 maja według czasu amerykańskiego).
- 2012 – Fajiz at-Tarawina został po raz drugi premierem Jordanii.
- 2013 – Wojna domowa w Syrii: w dniach 2-3 maja syryjscy żołnierze i bojówkarze Szabihy dokonali masakry 248 cywilów wyznania sunnickiego w nadmorskich miastach Al-Bajda i Banijas.
- 2014:
  - Kryzys na Ukrainie: w zamieszkach w Odessie zginęło 48 osób, a 214 odniosło obrażenia.
  - Ponad 2100 osób zginęło w wyniku zejścia lawiny błotnej w prowincji Badachszan w północno-wschodnim Afganistanie.
- 2022 – Ronnie O’Sullivan zdobył swój siódmy tytuł mistrza świata w snookerze i tym samym wyrównał rekord Stephena Hendry’ego.

## Urodzili się
- 1360 – Yongle, cesarz Chin (zm. 1424)
- 1437 – Filip Kallimach, włoski humanista, poeta, prozaik, nauczyciel, dyplomata, sekretarz królewski (zm. 1496)
- 1451 – René II, hrabia Vaudémont, książę Lotaryngii i Kalabrii (zm. 1508)
- 1458 – Eleonora de Viseu, królowa Portugalii (zm. 1525)
- 1528 – Samuel von Waldeck, niemiecki arystokrata, dowódca wojskowy (zm. 1570)
- 1551 – William Camden, angielski antykwariusz, historyk, geograf (zm. 1623)
- 1579 – Hidetada Tokugawa, japoński siogun (zm. 1632)
- 1602 – Athanasius Kircher, niemiecki teolog, jezuita, wynalazca, konstruktor, znawca języków orientalnych, badacz hieroglifów egipskich, medyk, teoretyk muzyki (zm. 1680)
- 1621 – (data chrztu) Hendrik Dubbels, holenderski malarz (zm. 1707)
- 1622 – Sylwiusz Wirtemberski, książę Wirtembergii-Weiltingen, książę oleśnicki (zm. 1664)
- 1660 – Alessandro Scarlatti, włoski kompozytor (zm. 1725)
- 1684 – Wilhelm Henryk, książę Nassau-Usingen (zm. 1718)
- 1707 – Jean-Baptiste Barrière, francuski kompozytor, wiolonczelista (zm. 1747)
- 1724 – Juan Joaquín Atanasio Pignatelli y Fernández de Heredia, hiszpański arystokrata, polityk, dyplomata (zm. 1776)
- 1729 – Katarzyna II Wielka, cesarzowa Rosji (zm. 1796)
- 1730 – Sigismund Anton von Hohenwart, austriacki duchowny katolicki, książę arcybiskup metropolita Wiednia (zm. 1820)
- 1737 – William Petty, brytyjski arystokrata, wojskowy, polityk, premier Wielkiej Brytanii (zm. 1805)
- 1740 – Elias Boudinot, amerykański prawnik, polityk, pułkownik Armii Kontynentalnej, szpieg (zm. 1821)
- 1746 – Robert Lindet, francuski polityk, rewolucjonista (zm. 1825)
- 1754 – Vicente Martín y Soler, hiszpański kompozytor (zm. 1806)
- 1764 – Friedrich von Gentz, niemiecki pisarz (zm. 1832)
- 1772 – Novalis, niemiecki poeta, prozaik (zm. 1801)
- 1773 – Henrich Steffens, niemiecki filozof, przyrodnik, poeta (zm. 1845)
- 1782 – Stanisław Baliński, polski rysownik, miedziorytnik, urzędnik (zm. 1813)
- 1788 – Atanazy Raczyński, polski ziemianin, kolekcjoner obrazów (zm. 1874)
- 1797 – Abraham Gesner, kanadyjski wynalazca, geolog, lekarz (zm. 1864)
- 1802 – Heinrich Gustav Magnus, niemiecki chemik, fizyk, technolog (zm. 1870)
- 1803 – Platon (Gorodiecki), rosyjski biskup prawosławny, metropolita kijowski i halicki (zm. 1891)
- 1806:
  - Charles Gleyre, francuski malarz, pedagog pochodzenia szwajcarskiego (zm. 1874)
  - Katarzyna Labouré, francuska szarytka, mistyczka, święta (zm. 1876)
  - Emmeline Stuart-Wortley, brytyjska poetka (zm. 1855)
- 1808 – Emma Darwin, brytyjska pamiętnikarka, żona Charlesa (zm. 1896)
- 1819 – Gustav Becker, niemiecki zegarmistrz, producent zegarów (zm. 1885)
- 1824 – Zygmunt Jordan, polski generał (zm. 1866)
- 1825 – Zygmunt Kaczkowski, polski prozaik, poeta, działacz narodowowyzwoleńczy, szpieg austriacki (zm. 1896)
- 1827 – Zygmunt Gniewosz, polski generał major w służbie austriackiej (zm. 1909)
- 1831 – Jan Bochenek, niemiecki malarz (zm. 1909)
- 1832 – Anastazy Trapszo, polski aktor, reżyser teatralny (zm. 1898)
- 1834 – Wilhelm Mauser, niemiecki konstruktor broni strzeleckiej (zm. 1882)
- 1841 – Henry Brand, brytyjski arystokrata, polityk (zm. 1906)
- 1842 – Rudolf Felder, austriacki prawnik, entomolog (zm. 1871)
- 1843 – Karl Michael Ziehrer, austriacki kompozytor, dyrygent (zm. 1922)
- 1846 – Zygmunt Noskowski, polski kompozytor, dyrygent, pedagog, publicysta (zm. 1909)
- 1850 – Jan Doering, polski duchowny katolicki, działacz narodowy (zm. 1919)
- 1852 – Max von Gallwitz, niemiecki generał (zm. 1937)
- 1853 – Antonio Maura, hiszpański polityk, premier Hiszpanii (zm. 1925)
- 1854 – Alto Arche, austriacki chemik, nauczyciel, twórca naukowych filmów edukacyjnych (zm. 1940)
- 1856:
  - Zygmunt Przybylski, polski komediopisarz, dyrektor teatru (zm. 1909)
  - Juntarō Takahashi, japoński lekarz, farmakolog (zm. 1920)
  - Mateusz Talbot, irlandzki asceta, alkoholik, czcigodny Sługa Boży (zm. 1925)
- 1858 – Antoni Zaleski, polski pisarz, publicysta (zm. 1895)
- 1859 – Jerome K. Jerome, brytyjski pisarz (zm. 1927)
- 1860:
  - Theodor Herzl, austriacki dziennikarz, działacz syjonistyczny pochodzenia węgiersko-żydowskiego (zm. 1904)
  - Zygmunt Jasiński, polski inżynier budownictwa, polityk, minister kolei żelaznych (zm. 1939)
- 1861 – Christian Georg Schmorl, niemiecki lekarz, patolog (zm. 1932)
- 1863 – Zygmunt Wielopolski, polski polityk (zm. 1919)
- 1865:
  - Frederick Ludwig Hoffman – amerykański statystyk (zm. 1946)
  - Bonaventura Marrani, włoski franciszkanin, generał zakonu (zm. 1947)
- 1871 – Jan Raszka, polski rzeźbiarz, malarz, medalier (zm. 1945)
- 1872 – Ichiyō Higuchi, japońska pisarka, poetka (zm. 1896)
- 1873 – Jurgis Baltrušaitis, litewski poeta, tłumacz, dyplomata (zm. 1944)
- 1876 – Willy Arend, niemiecki kolarz torowy (zm. 1964)
- 1878 – Wacław Romuald Kochański, polski skrzypek, pedagog (zm. 1939)
- 1879:
  - James Francis Byrnes, amerykański polityk, senator (zm. 1972)
  - John Philip Hill, amerykański polityk (zm. 1941)
  - Helena Radlińska, polska humanistka, pedagog (zm. 1954)
- 1880:
  - Edvige Carboni, włoska mistyczka, stygmatyczka (zm. 1952)
  - Edward Grabowski, polski prawnik, adwokat, publicysta (zm. 1961)
  - Marquis Horr, amerykański lekkoatleta, sprinter (zm. 1955)
- 1881 – Grzegorz (Leu), rumuński biskup prawosławny (zm. 1949)
- 1882 – Zygmunt Platowski, polski generał brygady, inżynier (zm. 1948)
- 1883:
  - Alessandro Cagno, włoski kierowca wyścigowy, pionier lotnictwa (zm. 1971)
  - Gustaw Rakowski, polski major łączności (zm. ?)
  - Otto Weidt, niemiecki przemysłowiec (zm. 1947)
- 1885 – Hedda Hopper, amerykańska aktorka (zm. 1966)
- 1886 – Gottfried Benn, niemiecki lekarz, prozaik, eseista (zm. 1956)
- 1887:
  - Eddie Collins, amerykański baseballista (zm. 1951)
  - Stanton Griffis, amerykański bankier, dyplomata, polityk (zm. 1974)
- 1889 – Wacław Strażewicz, polski farmaceuta, botanik (zm. 1950)
- 1890:
  - Juozas Blažys, litewski psychiatra, wykładowca akademicki (zm. 1939)
  - Izydor Bover Oliver, hiszpański duchowny katolicki, męczennik, błogosławiony (zm. 1936)
  - E.E. Smith, amerykański pisarz sciene fiction (zm. 1965)
- 1891 – Geoffrey Hilton Bowman, brytyjski major pilot, as myśliwski (zm. 1970)
- 1892 – Manfred von Richthofen, niemiecki arystokrata, pułkownik pilot, as myśliwski (zm. 1918)
- 1894 – Norma Talmadge, amerykańska aktorka, producentka filmowa (zm. 1957)
- 1895:
  - Zygmunt Gawlik, polski architekt, malarz, rzeźbiarz, konserwator zabytków (zm. 1961)
  - Wilm Hosenfeld, niemiecki kapitan Wehrmachtu (zm. 1952)
  - Anatolij Żelezniakow, rosyjski marynarz, rewolucjonista (zm. 1919)
- 1896:
  - Helena, księżniczka grecka i duńska, królowa rumuńska (zm. 1982)
  - Karol Kossak, polski malarz, ilustrator (zm. 1975)
  - Norman Ross, amerykański pływak (zm. 1953)
  - Jakym Seńkiwski, ukraiński duchowny greckokatolicki, męczennik, błogosławiony (zm. 1941)
- 1897:
  - Johan Willem Beyen, holenderski przedsiębiorca, bankier, polityk (zm. 1976)
  - Adolf Hyła, polski malarz (zm. 1965)
  - Anthonij Guépin, holenderski żeglarz sportowy (zm. 1964)
  - Hartwig Kuhlenbeck, niemiecko-amerykański neuroanatom (zm. 1984)
- 1898:
  - Zygmunt Karasiński, polski skrzypek, pianista, kompozytor, dyrygent, saksofonista, autor tekstów piosenek (zm. 1973)
  - Włodzimierz Łączyński, polski major kawalerii (zm. 1944)
- 1899 – Max Steenberghe, holenderski polityk (zm. 1972)
- 1900:
  - Len Vale-Onslow, brytyjski motocyklista, przemysłowiec (zm. 2004)
  - Olga Zarzycka-Ręgorowicz, polska poetka, działaczka narodowa na Górnym Śląsku (zm. 1986)
- 1901:
  - Willi Bredel, niemiecki pisarz (zm. 1964)
  - Lew Łunc, rosyjski prozaik, dramaturg (zm. 1924)
  - Chiyo Miyako, japońska superstulatka (zm. 2018)
  - Edouard Zeckendorf, belgijski lekarz wojskowy, matematyk (zm. 1983)
- 1902:
  - Brian Aherne, brytyjski aktor (zm. 1986)
  - Axel Alfredsson, szwedzki piłkarz (zm. 1966)
  - Stanisław Wojciech Garlicki, polski adwokat, działacz socjalistyczny (zm. 1972)
  - Arturo Licata, włoski superstulatek (zm. 2014)
  - Tadeusz Litawiński, polski inżynier budownictwa, kolekcjoner dzieł sztuki (zm. 1986)
  - Ettore Muti, włoski pilot wojskowy, polityk faszystowski (zm. 1943)
  - Iwan Nosienko, radziecki inżynier kontradmirał, polityk (zm. 1956)
  - Kazimierz Zarankiewicz, polski matematyk, wykładowca akademicki (zm. 1959)
- 1903:
  - Marian Górecki, polski duchowny katolicki, męczennik, błogosławiony (zm. 1940)
  - Benjamin Spock, amerykański wioślarz, pediatra (zm. 1998)
  - Komil Yormatov, radziecki reżyser i scenarzysta filmowy (zm. 1978)
  - Wacław Zbyszewski, polski dziennikarz, publicysta (zm. 1985)
- 1904:
  - Maurice Estève, francuski malarz, pedagog (zm. 2001)
  - Stanisław Wójcik, polski piłkarz (zm. 1981)
- 1905:
  - Hanns Kilian, niemiecki bobsleista, działacz sportowy (zm. 1981)
  - Alan Rawsthorne, brytyjski kompozytor (zm. 1971)
  - Zbigniew Świętochowski, polski spiker i lektor radiowy (zm. 1970)
- 1906:
  - Philippe Halsman, łotewsko-amerykański fotograf, pisarz, pedagog pochodzenia żydowskiego (zm. 1979)
  - Aileen Riggin, amerykańska skoczkini do wody, pływaczka (zm. 2002)
- 1907:
  - Namsaraj Badmażabe, radziecki polityk (zm. 1963)
  - Merle Fainsod, amerykański historyk, sowietolog (zm. 1972)
  - Pinky Lee, amerykański aktor, komik (zm. 1993)
  - Maria Ukniewska, polska pisarka, tancerka rewiowa (zm. 1962)
- 1908:
  - Witold Poinc, polski kapitan żeglugi wielkiej (zm. 1982)
  - Zygmunt Wolski, polski nauczyciel, działacz oświatowy i komunistyczny (zm. 1942)
- 1909 – Leonid Łukow, rosyjski reżyser i scenarzysta filmowy (zm. 1963)
- 1910:
  - Sobir Kamolov, uzbecki i radziecki polityk (zm. 1990)
  - Maksim Munzuk, rosyjski aktor (zm. 1999)
  - Matwiej Wajnrub, radziecki generał lejtnant (zm. 1998)
- 1911 – Chaimas Mejeris Fainšteinas, litewski malarz, grafik pochodzenia żydowskiego (zm. 1944)
- 1912:
  - Karl Adam, niemiecki trener i teoretyk wioślarstwa, lekkoatleta, bokser (zm. 1976)
  - Jean Émile Reymond, monakijski polityk, minister stanu (zm. 1986)
  - Axel Springer, niemiecki wydawca prasowy (zm. 1985)
- 1913:
  - Hunan Awetisjan, radziecki starszy sierżant (zm. 1943)
  - Zygmunt Witymir Bieńkowski, polski major pilot (zm. 1979)
  - Florian Dąbrowski, polski kompozytor, pedagog i działacz muzyczny (zm. 2002)
  - Irena Suchorzewska, polska poetka, pisarka, autorka utworów dla dzieci (zm. 2003)
  - Iwan Szkadow, radziecki generał armii, polityk (zm. 1991)
  - Tadeusz Zelenay, polski poeta, prozaik, tłumacz (zm. 1961)
- 1914 – Jan de Looper, holenderski hokeista na trawie (zm. 1987)
- 1915:
  - Bernard Kryszkiewicz, polski pasjonista, Sługa Boży (zm. 1945)
  - Konrad Mańka, polski żołnierz, harcerz, działacz ruchu oporu (zm. 1942)
- 1916:
  - Ivanoe Fraizzoli, włoski przedsiębiorca, działacz piłkarski (zm. 1999)
  - Wacław Kowalski, polski aktor (zm. 1990)
  - Willy Lardon, szwajcarski zapaśnik (zm. 1994)
- 1917:
  - Hugh Gordon Malcolm, szkocki podpułkownik pilot (zm. 1942)
  - Olga Sanfirowa, radziecka pilotka wojskowa (zm. 1944)
- 1918:
  - Pawle Gilaszwili, radziecki i gruziński polityk (zm. 1994)
  - Izaak Kersz, polski historyk pochodzenia żydowskiego (zm. 1990)
  - Fiodor Mortin, radziecki generał porucznik (zm. 1991)
- 1919:
  - Zygmunt Łabędzki, polski pułkownik, działacz kombatancki (zm. 2016)
  - Louis-Georges Niels, belgijski bobsleista (zm. 2000)
- 1920:
  - Piedade Coutinho-Tavares, brazylijska pływaczka (zm. 1997)
  - Tadeusz Jeżyna, polski oficer Batalionów Chłopskich (zm. 1944)
  - Guinn Smith, amerykański lekkoatleta, tyczkarz (zm. 2004)
  - Zygmunt Sułowski, polski historyk (zm. 1995)
- 1921:
  - Zygmunt Lercel, polski podporucznik, agent Głównego Zarządu Informacji (zm. 1950)
  - Satyajit Ray, indyjski reżyser i scenarzysta filmowy, kompozytor, autor tekstów piosenek, ilustrator, pisarz (zm. 1992)
  - Walter Rudin, amerykański matematyk pochodzenia żydowskiego (zm. 2010)
- 1922:
  - Igor Amosow, radziecki komandor, agent wywiadu, dyplomata, historyk (zm. 2008)
  - Adam Kaska, polski pisarz, tłumacz, wydawca (zm. 1986)
  - Wanda Kronenberg, polska wielokrotna agentka (zm. 1944)
  - Serge Reggiani, francuski aktor, reżyser filmowy, piosenkarz pochodzenia włoskiego (zm. 2004)
  - Carlos Roselló, urugwajski koszykarz (zm. przed 2004)
  - Harry Whittle, brytyjski lekkoatleta, płotkarz i skoczek w dal (zm. 1990)
- 1923:
  - Patrick Hillery, irlandzki polityk, prezydent Irlandii (zm. 2008)
  - Wadzim Radziszeuski, białoruski piłkarz, trener (zm. 1975)
- 1924:
  - Theodore Bikel, amerykański piosenkarz folkowy, kompozytor, aktor, polityk (zm. 2015)
  - James S. Holmes, holenderski poeta, tłumacz pochodzenia amerykańskiego (zm. 1986)
  - Aleksiej Murawlow, rosyjski kompozytor muzyki filmowej (zm. 2023)
- 1925:
  - Zygmunt Jaworski, polski teoretyk kultury fizycznej (zm. 2022)
  - Kazimierz Łydka, polski petrograf (zm. 2008)
  - Antoni Słociński, polski aktor, reżyser, pedagog (zm. 2018)
  - Renzo Trivelli, włoski polityk, eurodeputowany (zm. 2015)
- 1926:
  - Paweł Jochemczyk, polski piłkarz (zm. 2006)
  - Mario Miranda, indyjski malarz, rysownik pochodzenia portugalskiego (zm. 2011)
  - Marian Wysocki, polski ekonomista, piłkarz, działacz polityczny i sportowy (zm. 2006)
- 1927:
  - Emilio Castro, urugwajski pastor, teolog (zm. 2013)
  - Wiesław Czyż, polski fizyk teoretyczny (zm. 2017)
  - Víctor Rodríguez Andrade, urugwajski piłkarz (zm. 1985)
  - Gunnar Samuelsson, szwedzki biegacz narciarski (zm. 2007)
  - Budge Wilson, kanadyjska pisarka (zm. 2021)
- 1928:
  - Zygmunt Fok, polski aktor (zm. 2015)
  - Peter Jopp, brytyjski kierowca wyścigowy (zm. 2008)
  - Hans Trass, estoński ekolog, botanik (zm. 2017)
- 1929:
  - Édouard Balladur, francuski polityk, premier Francji
  - Zygmunt Łupina, polski historyk, nauczyciel, polityk, poseł na Sejm PRL (zm. 2017)
- 1930:
  - Marco Pannella, włoski prawnik, polityk, eurodeputowany (zm. 2016)
  - Juan Luis Ysern de Arce, hiszpański duchowny katolicki, biskup Ancud w Chile
- 1931:
  - Rubén Fernández, paragwajski piłkarz (zm. 2015)
  - Martha Grimes, amerykańska pisarka
  - Edward Lemanowicz, polski pedagog (zm. 2022)
  - Jadwiga Szymak-Reiferowa, polska historyk literatury rosyjskiej, translatolog, tłumacz (zm. 2022)
  - Wiesław Wiśniewski, polski astronom (zm. 1994)
  - Zdeno Zibrín, słowacki taternik, alpinista, ratownik górski, meteorolog (zm. 2004)
- 1932:
  - Bruce Glover, amerykański aktor (zm. 2025)
  - Jerzy Lileyko, polski historyk sztuki (zm. 2009)
  - Bogdan Loebl, polski pisarz, autor tekstów piosenek
  - Marta Olszewska, polska dziennikarka, działaczka opozycji antykomunistycznej (zm. 2020)
- 1933:
  - Celeste Caeiro, portugalska pacyfistka (zm. 2024)
  - Anna Filek, polska działaczka społeczna, polityk, poseł na Sejm RP (zm. 2024)
  - Harry Flynn, amerykański duchowny katolicki, arcybiskup Saint Paul i Minneapolis (zm. 2019)
  - Bohdan Kurowski, polski dziennikarz, dramaturg (zm. 2009)
- 1935:
  - Fajsal II, król Iraku (zm. 1958)
  - Pál B. Nagy, węgierski szpadzista
  - Luis Suárez, hiszpański piłkarz, trener (zm. 2023)
- 1936:
  - Emmanuel Dabbaghian, syryjski duchowny katolicki, arcybiskup Bagdadu (zm. 2018)
  - Czesław Gajda, polski rzeźbiarz (zm. 2019)
  - Engelbert Humperdinck, brytyjski piosenkarz
  - Zygmunt Łakomiec, polski polityk, minister handlu wewnętrznego i usług (zm. 1984)
- 1937:
  - Innayya Chinna Addagatla, indyjski duchowny katolicki, biskup Nalgonda i Srikakulam (zm. 2022)
  - Juliusz Kowalski, polski działacz kulturalny (zm. 2007)
- 1938:
  - José Luis Amezcua Melgoza, meksykański duchowny katolicki, biskup Colimy
  - Géza Hollósi, węgierski zapaśnik (zm. 2002)
  - Moshoeshoe II, król Lesotho (zm. 1996)
- 1939:
  - Dmitriy An, uzbecki piłkarz, trener pochodzenia koreańskiego
  - Ernesto Castano, włoski piłkarz (zm. 2023)
  - Stanisław Ciosek, polski ekonomista, polityk, poseł na Sejm PRL, minister pracy, płac i spraw socjalnych, dyplomata (zm. 2022)
  - Ewa Drescher-Krasicka, polska poetka, pisarka, autorka sztuk scenicznych (zm. 1998)
  - Zbigniew Heidrich, polski inżynier środowiska, profesor nauk technicznych (zm. 2024)
  - Irina Zaricka, ukraińska pianistka (zm. 2001)
- 1940:
  - Sherko Bekas, kurdyjski poeta, uchodźca polityczny (zm. 2013)
  - Manuel Esquivel, belizeński fizyk, polityk, premier Belize (zm. 2022)
  - Petr Jakeš, czeski geolog, geochemik (zm. 2005)
  - Maria Lis-Turlejska, polska psycholog
  - Stanisław Mazan, polski samorządowiec, polityk, poseł na Sejm kontraktowy (zm. 2007)
  - Raúl Padilla, meksykański aktor (zm. 2013)
  - Hariton Pushwagner, norweski malarz, grafik (zm. 2018)
  - Bernard Sołtysik, polski kompozytor, aranżer, pedagog
- 1941:
  - Francesco Scoglio, włoski trener piłkarski (zm. 2005)
  - Jules Wijdenbosch, surinamski polityk, premier i prezydent Surinamu (zm. 2025)
- 1942:
  - Josef Eder, austriacki bobsleista
  - Bogusław Kaczyński, polski dziennikarz, publicysta, krytyk muzyczny, znawca savoir-vivre (zm. 2016)
  - Janina Paradowska, polska dziennikarka, publicystka (zm. 2016)
  - Wojciech Pszoniak, polski aktor (zm. 2020)
  - Jacques Rogge, belgijski chirurg, żeglarz sportowy, prezydent MKOl (zm. 2021)
  - Stanisława Ryster, polska prawniczka, prezenterka telewizyjna (zm. 2024)
  - Athanasius Usuh, nigeryjski duchowny katolicki, biskup Makurdi (zm. 2016)
- 1943:
  - Teruo Nimura, japoński piłkarz
  - Ludwik Raczyński, polski żeglarz sportowy
  - Manfred Schnelldorfer, niemiecki łyżwiarz figurowy
- 1944:
  - Howard Cruse, amerykański autor komiksów (zm. 2019)
  - Franz Innerhofer, austriacki pisarz (zm. 2002)
  - Kim Yŏng Il, północnokoreański polityk, premier Korei Północnej
  - Kazimierz Marcinek, polski dziennikarz sportowy
  - Mykoła Poliszczuk, ukraiński lekarz, polityk
  - Wolf-Jochen Schulte-Hillen, niemiecki lekkoatleta, średniodystansowiec, przedsiębiorca
  - Anna Unger, niemiecka biegaczka narciarska
- 1945:
  - Krzysztof Adamek, polski perkusista jazzowy
  - Judge Dread, brytyjski wokalista i autor piosenek reggae i ska (zm. 1998)
  - Bianca Jagger, nikaraguańsko-brytyjska aktorka, modelka, działaczka społeczna, obrończyni praw człowieka
- 1946:
  - Seweryn Blumsztajn, polski dziennikarz, działacz opozycji antykomunistycznej pochodzenia żydowskiego
  - Lesley Gore, amerykańska piosenkarka (zm. 2015)
  - José Luis Mollaghan, argentyński duchowny katolicki, biskup San Miguel, arcybiskup Rosario (zm. 2025)
  - David Suchet, brytyjski aktor
  - Adriano Tessarollo, włoski duchowny katolicki, biskup Chioggii
- 1947:
  - Michał Brzuchalski, polski trener kajakarstwa
  - James Dyson, brytyjski przedsiębiorca, projektant urządzeń przemysłowych
  - Philippe Herreweghe, belgijski dyrygent
  - Nikifor (Kykkotis), cypryjski biskup prawosławny
  - Zygmunt Rychert, polski dyrygent, kompozytor
  - Peter Welch, amerykański polityk, kongresman
- 1948:
  - Josip Katalinski, bośniacki piłkarz (zm. 2011)
  - Joachim Mattern, niemiecki kajakarz
- 1949:
  - Walter Corbo, urugwajski piłkarz, bramkarz
  - Zygmunt Kalinowski, polski piłkarz, bramkarz
  - Artur Mikwabija, abchaski polityk, premier Abchazji
  - Juli Mira, hiszpański aktor (zm. 2024)
  - Vladimir Raičević, serbski szachista
  - Zdenko Verdenik, słoweński piłkarz, trener
- 1950:
  - Anna Błachucka, polska poetka, prozaik
  - Lou Gramm, amerykański muzyk, wokalista, członek zespołu Foreigner
  - Eve Kosofsky Sedgwick, amerykańska historyk literatury (zm. 2009)
  - Ryszard Pokorski, polski muzyk, kompozytor
  - Jerzy Wójcik, polski generał brygady (zm. 2015)
- 1951:
  - Andrzej Nowakowski, polski polityk, wojewoda wielkopolski
  - Andrzej Rusko, polski przedsiębiorca, działacz sportowy
  - Dmitrij Stukałow, rosyjski lekkoatleta, płotkarz i sprinter
- 1952:
  - Christine Baranski, amerykańska aktorka pochodzenia polskiego
  - Zbigniew Bielawski, polski judoka, sędzia i działacz sportowy
  - Christopher Doyle, australijski operator i reżyser filmowy
  - Ryszard Oborski, polski kajakarz, trener
  - Małgorzata Targowska-Grabińska, polska tłumaczka literatury anglojęzycznej (zm. 1985)
- 1953:
  - Walerij Giergijew, rosyjski dyrygent
  - Lech Janerka, polski muzyk rockowy, basista, wokalista, kompozytor, autor tekstów
  - Piotr Mokrosiński, polski operator filmowy
  - Andrzej Reguła, polski polityk, samorządowiec, wicewojewoda podkarpacki, starosta dębicki
  - Jamaal Wilkes, amerykański koszykarz
- 1954:
  - Elliot Goldenthal, amerykański kompozytor pochodzenia żydowskiego
  - Modupe Oshikoya, nigeryjska wszechstronna lekkoatletka
  - Zbigniew Śliwiński, polski fizjoterapeuta
- 1955:
  - Willie Miller, szkocki piłkarz, trener
  - Donatella Versace, włoska projektantka mody
- 1956:
  - Vasile Pușcașu, rumuński zapaśnik
  - Ireneusz Szafranek, polski poeta (zm. 2016)
  - Jerzy Zięba, polski przedsiębiorca, publicysta, propagator pseudonauki, naturopatii i medycyny niekonwencjonalnej
- 1957:
  - Dominic Gorie, amerykański pilot wojskowy, astronauta
  - Helena Lindgren, fińska aktorka, piosenkarka, charakteryzatorka
  - Jaime Sunye Neto, brazylijski szachista, działacz szachowy
  - Sławomir Tkaczyk, polski komandor
- 1958:
  - Ubaldo Aquino, paragwajski sędzia piłkarski
  - Giuseppe Dossena, włoski piłkarz, trener
  - Stanislav Levý, czeski piłkarz, trener
  - David O’Leary, irlandzki piłkarz, trener
  - Małgorzata Ostrowska, polska piosenkarka
- 1959:
  - Sanna Grønlid, norweska biathlonistka
  - Penny Pritzker, amerykańska polityk
  - Lone Scherfig, duńska reżyserka i scenarzystka filmowa
  - Zoé Valdés, kubańska pisarka, poetka, krytyk filmowy
  - Tony Wakeford, brytyjski wokalista, gitarzysta, kompozytor, autor tekstów, członek zespołu Sol Invictus
- 1960:
  - Ewa Borzęcka, polska reżyserka filmów dokumentalnych
  - Wojciech Dadak, polski prawnik, kryminolog, socjolog, psycholog (zm. 2021)
  - Jacques Habert, francuski duchowny katolicki, biskup Sées
  - Ǵorge Iwanow, macedoński prawnik, polityk, prezydent Macedonii Północnej
  - Dragan Marković, serbski przedsiębiorca, polityk, burmistrz Jagodiny (zm. 2024)
  - Alejandro Lanari, argentyński piłkarz, bramkarz
  - Dragan Marković, serbski przedsiębiorca, polityk
  - Mike McFarlane, brytyjski lekkoatleta, sprinter (zm. 2023)
- 1961:
  - Stephen Daldry, brytyjski reżyser filmowy i teatralny
  - Peter Doohan, australijski tenisista (zm. 2017)
  - Hein Vergeer, holenderski łyżwiarz szybki
- 1962:
  - Jean-François Bernard, francuski kolarz szosowy
  - Elizabeth Berridge, amerykańska aktorka
  - Atanasio Amisse Canira, mozambicki duchowny katolicki, biskup Lichingi
  - Sigurður Grétarsson, islandzki piłkarz, trener
  - Vladimír Javorský, czeski aktor
  - Taťána Kocembová, czeska lekkoatletka, sprinterka
  - Vincenzo Maenza, włoski zapaśnik
  - Ildikó Pelczné Gáll, węgierska inżynier, polityk, eurodeputowana
  - Cecilia Tait, peruwiańska siatkarka
  - Jimmy White, brytyjski snookerzysta
- 1963:
  - Dragutin Mate, słoweński polityk
  - Franck Proust, francuski samorządowiec, polityk, eurodeputowany
- 1964:
  - Elisabet Gustafson, szwedzka curlerka
  - Jan Kounen, francuski producent i reżyser filmowy pochodzenia holenderskiego
  - Jacek Perkowski, polski gitarzysta, członek zespołu T.Love
  - Jarosław Zyskowski, polski koszykarz, trener
- 1965:
  - Dmytro Firtasz, ukraiński przedsiębiorca
  - Róbert Isaszegi, węgierski bokser
  - Renata Katewicz, polska lekkoatletka, dyskobolka
- 1966:
  - Mariusz Grabowski, polski polityk, poseł na Sejm RP
  - Aurelio Tommasetti, włoski ekonomista, nauczyciel akademicki, polityk
- 1967:
  - Luigi Apolloni, włoski piłkarz
  - Mika Brzezinski, amerykańska dziennikarka i prezenterka telewizyjna pochodzenia polsko-czeskiego
  - Jarosław Maciejewski, polski przedsiębiorca i samorządowiec, wicewojewoda wielkopolski
  - Kerryn McCann, australijska lekkoatletka, biegaczka długodystansowa (zm. 2008)
  - Lech Parell, polski dziennikarz i urzędnik państwowy, szef Urzędu do Spraw Kombatantów i Osób Represjonowanych
- 1968:
  - Jeff Agoos, amerykański piłkarz
  - Miriam Gallardo, peruwiańska siatkarka
  - Hikaru Midorikawa, japoński aktor głosowy
- 1969:
  - Karel Dobrý, czeski aktor
  - Brian Lara, trynidadzko-tobagijski krykiecista
  - Paweł Reszka, polski dziennikarz
  - Władisław Tiernawski, rosyjski piłkarz, trener pochodzenia ukraińskiego
- 1970:
  - Stephen Malcolm, jamajski piłkarz (zm. 2001)
  - Christy Opara-Thompson, nigeryjska lekkoatletka, sprinterka i skoczkini w dal
  - Bojan Pajtić, serbski prawnik, polityk
  - Yvan Quentin, szwajcarski piłkarz
  - Golda Rosheuvel, brytyjska aktorka, piosenkarka
  - Kojna Rusewa, bułgarska aktorka
  - Naoki Satō, japoński kompozytor, producent muzyczny
  - Owen Smith, brytyjski polityk
  - Tadeusz Szumiata, polski fizyk
  - Klaudia Tanner, austriacka działaczka samorządowa, polityk
  - Marco Walker, szwajcarski piłkarz
- 1971:
  - Sławomir Derdziński, polski żużlowiec
  - Igor Miecik, polski dziennikarz, reportażysta (zm. 2018)
  - Ana Miranda, hiszpańska polityk, eurodeputowana
  - Park Sung-geun, południowokoreański aktor
  - Fatima Yusuf, nigeryjska lekkoatletka, sprinterka
- 1972:
  - Allan Bergius, niemiecki śpiewak, wiolonczelista, dyrygent
  - Alec Empire, niemiecki muzyk, wokalista, lider zespołu Atari Teenage Riot
  - Michael Hester, nowozelandzki sędzia piłkarski
  - Teruo Iwamoto, japoński piłkarz
  - Dwayne Johnson, amerykański wrestler, futbolista, aktor
  - Krzysztof Kieliszkiewicz, polski basista, członek zespołu Lady Pank
  - Norbi, polski piosenkarz, prezenter telewizyjny i radiowy
  - Hilde Vautmans, belgijska i flamandzka polityk, eurodeputowana
- 1973:
  - Florian Henckel von Donnersmarck, niemiecki reżyser, scenarzysta i producent filmowy
  - Tatsuo Kawai, japoński zapaśnik
  - Richard Schuil, holenderski siatkarz
  - Piotr Szybilski, polski koszykarz
- 1974:
  - Tony Badea, kanadyjski bokser pochodzenia rumuńskiego
  - Matt Berry, brytyjski aktor, komik, scenarzysta, muzyk
  - Horacio Carbonari, argentyński piłkarz
  - Donovan Cech, południowoafrykański wioślarz
  - Dodô, brazylijski piłkarz
  - Siarhiej Dziemczanka, białoruski zapaśnik
  - Joseph Williams, amerykański duchowny katolicki, biskup pomocniczy Saint Paul i Minneapolis
- 1975:
  - Iwan Bakanow, ukraiński prawnik, polityk
  - David Beckham, angielski piłkarz
  - Ramon di Clemente, południowoafrykański wioślarz
  - Geert-Jan Derksen, holenderski wioślarz
  - Ahmed Hassan, egipski piłkarz, trener
  - Pablo Fernando Hernández, urugwajski piłkarz
  - Christophe Kempé, francuski piłkarz ręczny
  - Dorothy Metcalf-Lindenburger, amerykańska geolog, pedagog, astronautka
  - Lara Peyrot, włoska biegaczka narciarska
  - Nathalie zu Sayn-Wittgenstein, duńska księżniczka, jeźdźczyni sportowa
  - Anita Schwaller, szwajcarska snowboardzistka
  - Khalid Sinouh, marokański piłkarz, bramkarz
  - Pia Sundstedt, fińska kolarka górska i szosowa
- 1976:
  - Daniel Alcántar, meksykański piłkarz
  - Robert Bąkiewicz, polski działacz polityczny
  - Alena Bieć, białoruska kajakarka
  - Ine Marie Eriksen Søreide, norweska prawnik, polityk
  - Piotr Gierczak, polski piłkarz
  - Amado Guevara, honduraski piłkarz
  - Rikke Hørlykke, duńska piłkarka ręczna
  - Karel Kvasnička, czeski siatkarz
  - Léster Morgan, kostarykański piłkarz, bramkarz
  - Lénard Ndjadi Ndjate, kongijski duchowny katolicki, biskup pomocniczy Kisangani
  - Oksana Syrojid, norweska prawnik, polityk
- 1977:
  - Brian Cardinal, amerykański koszykarz
  - Sebastian Chwałek, polski prawnik, urzędnik państwowy
  - Alessandro D’Avenia, włoski pisarz, pedagog
  - Andor Deli, serbski polityk pochodzenia węgierskiego
  - Bogdan Dumitrache, rumuński aktor
  - Jan Fitschen, niemiecki lekkoatleta, długodystansowiec
  - Martín García, argentyński tenisista
  - Seth van de Loo, holenderski perkusista, wokalista, autor tekstów, członek zespołów: Severe Torture, Centurian i Nox
  - Marlena Mieszała, polska siatkarka
  - Jenna von Oÿ, amerykańska aktorka, piosenkarka country
  - Kalle Palander, fiński narciarz alpejski
  - Monika Sewioło, polska piosenkarka
- 1978:
  - Steve Bays, kanadyjski muzyk, wokalista, członek zespołu Hot Hot Heat
  - Intars Busulis, łotewski wokalista jazzowy
  - Melvin Ely, amerykański koszykarz
  - Igor-Alexandre Nataf, francuski szachista
  - Matthew Wells, australijski hokeista na trawie
- 1979:
  - Jason Chimera, kanadyjski hokeista pochodzenia włoskiego
  - Tomasz Ciesielski, polski piłkarz
  - Juan Ramón Curbelo, urugwajski piłkarz
  - Piotr (Dmitrijew), rosyjski biskup prawosławny
  - Joseph Elanga, kameruński piłkarz
  - Roman Laszenko, rosyjski hokeista (zm. 2003)
- 1980:
  - Tim Borowski, niemiecki piłkarz
  - Ellie Kemper, amerykańska aktorka
  - Misheck Lungu, zambijski piłkarz
  - Monika Michalik, polska zapaśniczka
  - Troy Murphy, amerykański koszykarz
  - Nei, brazylijski piłkarz
  - Ronetta Smith, jamajska lekkoatletka, sprinterka
- 1981:
  - Ali Abdo, australijski zapaśnik
  - Kirsten Belin, szwedzka lekkoatletka, tyczkarka
  - Robert Buckley, amerykański aktor
  - Cătălin Drulă, rumuński informatyk, działacz społeczny, polityk
  - Michael Gspurning, austriacki piłkarz, bramkarz
  - Chris Kirkland, angielski piłkarz, bramkarz
  - Michał Kotula, polski malarz, historyk sztuki
  - Tiago Mendes, portugalski piłkarz
  - Ałeksandra Wojnewska, macedońska lekkoatletka, sprinterka
- 1982:
  - Chiara Gensini, włoska aktorka
  - Kaja Godek, polska aktywistka antyaborcyjna
  - Kevin Hamilton, amerykańsko-portorykański koszykarz
  - Lorie, francuska piosenkarka, aktorka
  - Tomáš Mojžíš, czeski hokeista
- 1983:
  - Derek Boateng, ghański piłkarz
  - Alessandro Diamanti, włoski piłkarz
  - Maynor Figueroa, honduraski piłkarz
  - Dominika Golec, polska siatkarka
  - Tina Maze, słoweńska narciarka alpejska
  - Maja Poljak, chorwacka siatkarka
  - Dorian Szyttenholm, polski koszykarz
  - Michael Thwaite, australijski piłkarz
  - Carlos Adrián Valdez, urugwajski piłkarz
  - Zhang Zhilei, chiński bokser
- 1984:
  - Fabian Barbiero, australijski piłkarz
  - Valdemar Borovskij, litewski piłkarz
  - Rene Burmeister, niemiecki wioślarz
  - Grace Clements, brytyjska lekkoatletka, wieloboistka
  - Swietłana Czeredniczenko, ukraińska szachistka
  - Katrin Engel, austriacka piłkarka ręczna
  - Joanna Erbel, polska socjolog, działaczka społeczna, tłumaczka
  - Yasser Ibrahim Farag, egipski lekkoatleta, kulomiot
  - Yukari Kinga, japońska piłkarka
  - Saulius Mikoliūnas, litewski piłkarz
  - Thabo Sefolosha, szwajcarski koszykarz pochodzenia południowoafrykańskiego
  - Marta Ścisłowicz, polska aktorka
  - Alice Teodorescu Måwe, szwedzka prawniczka, publicystka, działaczka polityczna pochodzenia rumuńskiego
  - Flor Velázquez, wenezuelska judoczka
- 1985:
  - Lily Allen, brytyjska piosenkarka
  - Aleksandr Galimow, rosyjski hokeista (zm. 2011)
  - Ashley Harkleroad, amerykańska tenisistka
  - Sarah Hughes, amerykańska łyżwiarka figurowa
  - Oh Land, duńska piosenkarka, autorka tekstów, producentka muzyczna
  - David Nugent, angielski piłkarz
  - Jarrod Saltalamacchia, amerykański baseballista pochodzenia włoskiego
- 1986:
  - Justyna Banasiak, polska gimnastyczka
  - James Kirk, kanadyjski aktor
  - Amandine Leynaud, francuska piłkarka ręczna, bramkarka
  - Asha Makuto, kenijska siatkarka
  - Katie O’Brien, brytyjska tenisistka
  - Zac Purchase, brytyjski wioślarz
- 1987:
  - Saara Aalto, fińska piosenkarka
  - Olha Dubrowina, ukraińska koszykarka
  - Filip Filipović, serbski piłkarz wodny
  - Nana Kitade, japońska piosenkarka, autorka tekstów
  - Lu Lan, chińska badmintonistka
  - Thilo Stralkowski, niemiecki hokeista na trawie
- 1988:
  - Laura Brent, australijska aktorka
  - Neftalí Feliz, dominikański baseballista
  - Biram Kayal, izraelski piłkarz
  - Maciej Korzym, polski piłkarz
  - Tyler Laser, amerykański koszykarz
  - Johanna Mattsson, szwedzka zapaśniczka
  - Artur Noga, polski lekkoatleta, płotkarz
  - Natalia Piekarczyk, polska siatkarka
  - Alice Schlesinger, izraelska judoczka
- 1989:
  - Arnaud Djoum, belgijski piłkarz pochodzenia kameruńskiego
  - Soňa Mikysková, czeska siatkarka
  - Piotr Müller, polski prawnik, polityk, poseł na Sejm RP
  - Allison Pineau, francuska piłkarka ręczna
  - Jeanette Pohlen-Mavunga, amerykańska koszykarka
  - Sylwia Zagórska, polska tenisistka
- 1990:
  - Jade Curtis, brytyjska tenisistka
  - Francesco Friedrich, niemiecki bobsleista
  - Paul George, amerykański koszykarz
  - Floria Gueï, francuska lekkoatletka, sprinterka
  - Birgül Güler, turecka siatkarka
  - Kléber, brazylijski piłkarz
  - Joanna Linkiewicz, polska lekkoatletka, sprinterka i płotkarka
  - Ivana Maksimović, serbska strzelczyni sportowa
  - Christopher Meneses, kostarykański piłkarz
  - Kay Panabaker, amerykańska aktorka
  - Josleidy Ribalta, kubańska lekkoatletka, trójskoczkini
- 1991:
  - Layshia Clarendon, amerykańska koszykarka
  - Victoria Larrière, francuska tenisistka
  - Marzena Marciniak, polska koszykarka
  - Angeliki Nikolopulu, grecka koszykarka
  - Cristian Penilla, ekwadorski piłkarz
  - Serhij Sydorczuk, ukraiński piłkarz
  - Jonathan Villar, dominikański baseballista
  - Erica Wheeler, amerykańska koszykarka
  - Ilja Zacharow, rosyjski skoczek do wody
- 1992:
  - Brett Connolly, kanadyjski hokeista
  - Vanessa Mai, niemiecka piosenkarka pochodzenia chorwackiego
  - Eliza Rycembel, polska aktorka
  - Sunmi, południowokoreańska piosenkarka
  - María-Teresa Torró-Flor, hiszpańska tenisistka
  - Boniface Tumuti, kenijski lekkoatleta, płotkarz
- 1993:
  - Owain Doull, walijski kolarz torowy i szosowy
  - Huang Zitao, chiński raper, piosenkarz, tancerz, aktor
  - Tauras Jogėla, litewski koszykarz
  - Stanisław Łunin, kazachski piłkarz (zm. 2021)
- 1994:
  - Kacper Borowski, polski koszykarz
  - Mohammadali Garaji, irański zapaśnik
  - Filip Nowicki, polski koszykarz
- 1995:
  - Black Smurf, amerykański raper, autor tekstów
  - Shōta Kaneko, japoński piłkarz
  - Kamil Karbowiak, polski lekkoatleta, długodystansowiec
  - Zakiya Saunders, amerykańska koszykarka
  - Aldila Sutjiadi, indonezyjska tenisistka
  - Wang Xindi, chiński narciarz dowolny
- 1996:
  - Monique Billings, amerykańska koszykarka
  - Kady Borges, brazylijski piłkarz pochodzenia polskiego
  - Julian Brandt, niemiecki piłkarz
  - Jaydin Eierman, amerykański zapaśnik
  - Klaudia Kardasz, polska lekkoatletka, kulomiotka
  - Benjamín Kuscevic, chilijski piłkarz pochodzenia chorwackiego
  - Mykoła Matwijenko, ukraiński piłkarz
  - Lisa Mayer, niemiecka lekkoatletka, sprinterka
  - Bartłomiej Mirecki, polski kierowca wyścigowy
  - Wiatr, polski raper, piosenkarz, autor tekstów
- 1997:
  - Alfred Ngeno, kenijski lekkoatleta, długodystansowiec
  - Marc Polmans, australijski tenisista
- 1998:
  - Wael Abdelrahman, egipski zapaśnik
  - Wasilisa Dawankowa, rosyjska łyżwiarka figurowa
  - Anders Dreyer, duński piłkarz
  - Blendi Idrizi, kosowski piłkarz
  - Jonathan Ikoné, francuski piłkarz pochodzenia kongijskiego
  - Marta Łyczakowska, polska siatkarka
  - Dany Mota, portugalski piłkarz
- 1999 – Imane Khelif, algierska pięściarka
- 2000:
  - Thomas Dean, brytyjski pływak
  - Besir Iseni, macedoński piłkarz
  - Jiang Ranxin, chińska strzelczyni sportowa
  - Mazin Mohamedein, sudański piłkarz
  - Nicola Nanni, sanmaryński piłkarz
  - Władisław Roslakow, rosyjski masowy morderca (zm. 2018)
- 2001:
  - Annabelle Morozow, rosyjsko-francuska łyżwiarka figurowa
  - Yerson Mosquera, kolumbijski piłkarz
- 2003 – Marcos Leonardo, brazylijski piłkarz
- 2005:
  - Lucas Agazzi, urugwajski piłkarz
  - Nishesh Basavareddy, amerykański tenisista pochodzenia indyjskiego
  - Jak Crawford, amerykański kierowca wyścigowy
- 2006 – Lukas Haagen, austriacki skoczek narciarski
- 2007 – Zsóka Gaál, węgierska szachistka
- 2015 – Karolina z Walii, brytyjska księżniczka

## Zmarli
- 373 – Atanazy Wielki, grecki duchowny, pisarz, teolog, kaznodzieja, biskup Aleksandrii, święty katolicki i prawosławny (ur. ok. 295)
- 907 – Borys I Michał, chan, książę i król Bułgarii (ur. ?)
- 926 – Wiborada, szwajcarska benedyktynka, męczennica, święta (ur. ?)
- 1459 – Antonin Pierozzi, włoski duchowny katolicki, arcybiskup Florencji, święty (ur. 1389)
- 1467 – Piotr z Oporowa, polski urzędnik, polityk (ur. ok. 1405)
- 1506 – Johann Steinwert von Soest, niemiecki kompozytor, poeta (ur. 1448)
- 1519 – Leonardo da Vinci, włoski malarz, rzeźbiarz, architekt, konstruktor, filozof (ur. 1452)
- 1564 – Rodolfo Pio di Carpi, włoski kardynał (ur. 1500)
- 1567 – Marin Držić, chorwacki poeta, prozaik (ur. 1508)
- 1603 – Mikołaj Ligęza z Bobrku, polski szlachcic, polityk (ur. 1529)
- 1609 – Jadwiga Firlejowa, polska szlachcianka (ur. 1573)
- 1610 – Paolo Virchi, włoski kompozytor (ur. 1551)
- 1627 – Lodovico Grossi da Viadana, włoski kompozytor (ur. 1560)
- 1661 – Eustachy Kierdej, polski szlachcic, polityk (ur. ?)
- 1685 – Adriaen van Ostade, holenderski malarz, rysownik (ur. 1610)
- 1706 – Georg Joseph Kamel, czeski jezuita, botanik (ur. 1661)
- 1714 – Wasilij Golicyn, rosyjski książę, polityk, dyplomata, dowódca wojskowy (ur. 1643)
- 1776 – Lorenzo Baldissera Tiepolo, włoski malarz, grafik (ur. 1736)
- 1790 – Philipp Matthäus Hahn, niemiecki wynalazca (ur. 1739)
- 1799 – Juan Vicente de Güemes, hiszpański arystokrata, polityk, wicekról Nowej Hiszpanii (ur. 1740)
- 1810 – Jean-Louis Baudelocque, francuski chirurg, położnik (ur. 1746)
- 1813:
  - Jacques Dellile, francuski poeta, tłumacz (ur. 1738)
  - August Ferdynand Hohenzollern, pruski książę, generał (ur. 1730)
- 1814 – Marcin Eysymont, polski pijar, poeta (ur. 1735)
- 1816 – Justus Perthes, niemiecki wydawca (ur. 1749)
- 1818 – Herman Willem Daendels, holenderski generał (ur. 1762)
- 1826 – Antoni Malczewski, polski poeta, alpinista (ur. 1793)
- 1833 – Jan Boretti, włoski budowniczy, architekt działający w Polsce (ur. 1753)
- 1844 – William Beckford, brytyjski pisarz, podróżnik, polityk (ur. 1760)
- 1847 – Manuel Menéndez, peruwiański polityk, prezydent Peru (ur. 1793)
- 1848 – Florian Dąbrowski, polski oficer, uczestnik powstania listopadowego i wielkopolskiego (ur. 1798)
- 1854:
  - Franz Xavier Luschin, austriacki duchowny katolicki, arcybiskup Trydentu, arcybiskup metropolita lwowski, prymas Galicji i Lodomerii, arcybiskup Gorycji (ur. 1781)
  - Józef Nguyễn Văn Lựu, wietnamski męczennik i święty katolicki (ur. ok. 1790)
- 1857 – Alfred de Musset, francuski poeta, pisarz (ur. 1810)
- 1862 – Franciszek Wężyk, polski prozaik, poeta, dramaturg, krytyk literacki, polityk (ur. 1785)
- 1864 – Giacomo Meyerbeer, niemiecki kompozytor operowy (ur. 1791)
- 1870 – Aleksander Romanow, wielki książę Rosji (ur. 1869)
- 1879 – Michał Chodźko, polski poeta, publicysta (ur. 1808)
- 1881 – Anna Pustowójtówna, polska działaczka emigracyjna, uczestniczka powstania styczniowego (ur. 1838)
- 1884 – Konstanty Zakrzewski, polski poeta, dramaturg (ur. 1811)
- 1885 – Peter Ludvig Panum, duński lekarz, fizjolog (ur. 1820)
- 1892:
  - Hermann Burmeister, niemiecki zoolog, entomolog (ur. 1807)
  - Ludwik Sembratowicz, polski feldmarszałek porucznik w armii austro-węgierskiej (ur. 1837)
- 1894 – Stanisław Pomian Wolski, polski malarz (ur. 1859)
- 1900:
  - Iwan Ajwazowski, rosyjski malarz marynista pochodzenia ormiańskiego (ur. 1817)
  - Fetter Schrier Hoblitzell, amerykański prawnik, polityk (ur. 1838)
  - Seweryn Morawski, polski duchowny katolicki, arcybiskup metropolita lwowski (ur. 1819)
- 1902:
  - Amos J. Cummings, amerykański starszy sierżant, dziennikarz, polityk (ur. 1841)
  - Piotr Wnorowski, polski polityk, prezydent Częstochowy (ur. 1836)
- 1903:
  - Ludwik Jenike, polski dziennikarz, publicysta, tłumacz (ur. 1818)
  - Henryk Piotr Kossowski, polski duchowny katolicki, biskup pomocniczy płocki i kujawsko-kaliski (ur. 1828)
- 1904 – Józef Birencwajg, polski działacz działacz SDKPiL i Bundu pochodzenia żydowskiego (ur. ok. 1876)
- 1905 – Reinhold Röhricht, niemiecki historyk, pedagog (ur. 1842)
- 1908 – Mieczysław Leonard Pallulon, polski duchowny katolicki, biskup żmudzki (ur. 1834)
- 1909 – Manuel Amador Guerrero, panamski lekarz, polityk, prezydent Panamy (ur. 1833)
- 1911:
  - Alfred von Kropatschek, austriacki generał, inżynier, konstruktor broni palnej (ur. 1838)
  - Theodor Schaeck, szwajcarski pułkownik, baloniarz (ur. 1856)
  - Gracjan Unger, polski drukarz, księgarz, wydawca (ur. 1853)
- 1913 – Baselios Paulose I, indyjski duchowny duchowny Malankarskiego Kościoła Ortodoksyjnego, Katolikos Wschodu i jego pierwszy zwierzchnik (ur. 1836)
- 1914:
  - John Campbell, brytyjski arystokrata, polityk, gubernator generalny Kanady (ur. 1845)
  - Jan (Mitropolski), rosyjski biskup prawosławny (ur. 1836)
- 1915 – Clara Immerwahr, niemiecka chemik (ur. 1870)
- 1916 – Arthur Mahler, czeski i austriacki archeolog, polityk pochodzenia żydowskiego (ur. 1871)
- 1918:
  - Ernie Parker, australijski tenisista (ur. 1883)
  - Hans Weiss, niemiecki pilot wojskowy, as myśliwski (ur. 1892)
- 1919:
  - Evelyn De Morgan, brytyjska malarka (ur. 1855)
  - Timofiej Fłorinski, rosyjski historyk, slawista, bizantynolog (ur. 1854)
  - Stefan Gościcki, polski inżynier rolnik, ziemianin, działacz społeczny (ur. 1868)
  - Gustav Landauer, niemiecki działacz i teoretyk anarchizmu komunistycznego (ur. 1870)
- 1922:
  - Alojzy Hübner, polski pallotyn (ur. 1880)
  - Anna Missuna, polska geolog (ur. 1868)
- 1923 – Constance Lytton, brytyjska pisarka, sufrażystka (ur. 1869)
- 1924 – Tadeusz Koncki, polski prawnik, polityk, wojewoda śląski (ur. 1878)
- 1925:
  - Johann Palisa, austriacki astronom (ur. 1848)
  - Antun Branko Šimić, chorwacki poeta, krytyk literacki (ur. 1898)
- 1927 – Witold Jełowicki, polski prawnik, sędzia, adwokat (ur. 1874)
- 1929:
  - Segundo de Chomón, hiszpański pionier kinematografii (ur. 1871)
  - Józef Maria Rubio Peralta, hiszpański jezuita, święty (ur. 1864)
- 1930:
  - Paweł Biedka, polski adwokat, podporucznik rezerwy piechoty, samorządowiec, burmistrz Sanoka (ur. 1868)
  - Isidor Gunsberg, brytyjski szachista pochodzenia węgiersko-żydowskiego (ur. 1854)
- 1933:
  - Jakub Gąsiecki, polski generał dywizji (ur. 1860)
  - Juliano Moreira, brazylijski psychiatra, wykładowca akademicki (ur. 1872)
- 1934 – Max Friedlaender, niemiecki muzyk, śpiewak, kompozytor, muzykolog pochodzenia żydowskiego (ur. 1852)
- 1935:
  - Zoltán Gombocz, węgierski językoznawca, wykładowca akademicki (ur. 1877)
  - Teofil Tugendhold, polski farmaceuta, historyk farmacji pochodzenia żydowskiego (ur. 1855)
- 1936:
  - Iwan Aleksandrow, rosyjski inżynier (ur. 1875)
  - Eugène Grisot, francuski łucznik (ur. 1866)
  - Michał Skowroński, polski adwokat, samorządowiec, burmistrz Tarnowa (ur. 1873)
  - Artur Till, polski major rezerwy artylerii, adwokat (ur. 1874)
- 1937 – Ignaz Jastrow, niemiecki prawnik, historyk, polityk (ur. 1856)
- 1939 – Jan Wardzyński, polski działacz narodowy i kulturalny w Niemczech (ur. 1908)
- 1940 – Šimon Bárta, czeski duchowny katolicki, biskup czeskobudziejowicki (ur. 1874)
- 1941:
  - Ignacy Popiel, polski szachista (ur. 1864)
  - Bolesław Strzelecki, polski duchowny katolicki, męczennik, błogosławiony (ur. 1896)
  - Ibrahim Tukan, palestyński poeta, dziennikarz, działacz narodowy (ur. 1905)
- 1942 – Eugeniusz Doboszyński, polski prawnik, samorządowiec (ur. 1885)
- 1943:
  - Franciszek Charwat, polski dyplomata (ur. 1881)
  - Ludwik Kowalski, polski hydrogeolog, geolog, geochemik, wykładowca akademicki (ur. 1885)
  - Viktor Lutze, niemiecki funkcjonariusz nazistowski, szef sztabu SA (ur. 1890)
  - Zenon Nosowicz, polski podpułkownik łączności (ur. 1882)
  - Konstantin Pamfiłow, radziecki polityk (ur. 1901)
  - Hans Renold, brytyjski inżynier, przemysłowiec i wynalazca pochodzenia szwajcarskiego (ur. 1852)
  - Andrzej Sikorski, polski poeta, redaktor prasy podziemnej, żołnierz NOW i AK (ur. 1922)
- 1944:
  - Anna Kotarbińska, polska podporucznik, łączniczka AK (ur. 1920)
  - William Ellery Leonard, amerykański filolog, literaturoznawca, dramaturg, poeta, tłumacz (ur. 1876)
- 1945:
  - Martin Bormann, niemiecki generał SS, polityk nazistowski (ur. 1900)
  - Max de Crinis, niemiecki psychiatra, neurolog (ur. 1889)
  - Walter Hewel, niemiecki dyplomata (ur. 1904)
  - Peter Högl, niemiecki funkcjonariusz nazistowski (ur. 1897)
  - Eduard Weiter, niemiecki funkcjonariusz i zbrodniarz nazistowski (ur. 1889)
- 1946:
  - Simon Flexner, amerykański bakteriolog, patolog (ur. 1863)
  - Jan Wąchała, polski handlarz, dowódca patrolu egzekucyjnego 1. Pułku Strzelców Podhalańskich AK (ur. 1922)
  - Tadeusz Zarzycki, polski podpułkownik piechoty (ur. 1898)
- 1947:
  - Petras Cvirka, litewski pisarz (ur. 1909)
  - Friedrich Ebsen, niemiecki funkcjonariusz i zbrodniarz nazistowski (ur. 1888)
  - Myron Korduba, ukraiński historyk, wykładowca akademicki (ur. 1876)
  - William Marston, amerykański prawnik, psycholog (ur. 1893)
  - Karl Truschel, niemiecki funkcjonariusz i zbrodniarz nazistowski (ur. 1894)
- 1949 – Marcel Neiding, ukraiński neuroanatom, wykładowca akademicki (ur. 1894)
- 1950 – Piotr Tiurkin, radziecki generał major, polityk (ur. 1897)
- 1951:
  - Alphonse de Châteaubriant, francuski arystokrata, prozaik, eseista (ur. 1877)
  - Edwin L. Marin, amerykański reżyser filmowy (ur. 1899)
  - Henryk Strasburger, polski prawnik, ekonomista, polityk, minister przemysłu i handlu, minister skarbu, dyplomata (ur. 1887)
- 1952:
  - Matrona Moskiewska, rosyjska święta prawosławna (ur. 1885)
  - Ilja Szatrow, rosyjski kompozytor, dyrygent orkiestr wojskowych (ur. 1889)
- 1953:
  - Michał Kucharczak, polski działacz ludowy, polityk, poseł na Sejm Ustawodawczy (ur. 1871)
  - Josef Ternström, szwedzki lekkoatleta, długodystansowiec (ur. 1888)
- 1954 – Helena Bukowska-Szlekys, polska artystka plastyk, projektantka tkanin, pedagog (ur. 1899)
- 1955:
  - Alexander Hore-Ruthven, brytyjski arystokrata, dowódca wojskowy, polityk, gubernator generalny Australii (Ur. 1872)
  - Małgorzata Klementyna, arcyksiężniczka austriacka, księżniczka Thurn und Taxis (ur. 1870)
  - Tadeusz Jarecki, polski dyrygent, kompozytor (ur. 1889)
- 1956 – Thure Sjöstedt, szwedzki zapaśnik (ur. 1903)
- 1957:
  - Joseph McCarthy, amerykański polityk (ur. 1908)
  - Tadeusz Zygfryd Kassern, polski kompozytor, pedagog pochodzenia żydowskiego (ur. 1904)
- 1958 – Alfred Weber, niemiecki socjolog i teoretyk kultury (ur. 1868)
- 1960:
  - Caryl Chessman, amerykański przestępca (ur. 1921)
  - Walter Schiller, austriacko-amerykański patomorfolog pochodzenia żydowskiego (ur. 1886)
  - Nils Widforss, szwedzki gimnastyk (ur. 1880)
- 1961 – Rozalia Narloch, polska poetka i działaczka kaszubska (ur. 1892)
- 1963 – Duncan Gillis, kanadyjski lekkoatleta, młociarz i dyskobol (ur. 1883)
- 1964:
  - Nancy Astor, brytyjska polityk (ur. 1879)
  - Franciszek Bartoszek, polski polityk, poseł na Sejm PRL (ur. 1894)
- 1965:
  - Otto Forst de Battaglia, austriacki historyk, krytyk i historyk literatury, eseista, tłumacz pochodzenia żydowskiego (ur. 1889)
  - Julianus Wagemans, belgijski gimnastyk (ur. 1890)
- 1966:
  - Cristina Agosti-Garosci, włoska polonistka, tłumaczka (ur. 1881)
  - Torsten Kumfeldt, szwedzki piłkarz wodny (ur. 1886)
  - Jack London, brytyjski lekkoatleta, sprinter (ur. 1905)
- 1867 – Ernst Friedrich, niemiecki anarchista, pacyfista (ur. 1894)
- 1969:
  - Eugeniusz Milnikiel, polski dyplomata (ur. 1905)
  - Franz von Papen, niemiecki polityk, kanclerz Niemiec (ur. 1879)
- 1970 – Aleksandr Chachałow, radziecki polityk (ur. 1909)
- 1971:
  - Olaf Barda, norweski szachista (ur. 1909)
  - Stanisław Zamecznik, polski architekt, artysta plastyk, grafik, scenograf, pedagog (ur. 1909)
- 1972:
  - Henryk Grot, polski działacz komunistyczny, rewolucjonista (ur. 1897)
  - Hugo Hartung, niemiecki aktor, prozaik, dramaturg (ur. 1902)
  - J. Edgar Hoover, amerykański prawnik, dyrektor FBI (ur. 1895)
- 1973:
  - Kazimierz Boczarski, polski bokser (ur. 1932)
  - Janusz Star, polski aktor, reżyser filmowy (ur. 1896)
- 1977:
  - Roman Kozłowski, polski geolog, paleontolog (ur. 1889)
  - Jean-Claude Lebaube, francuski kolarz szosowy (ur. 1937)
- 1978 – Matti Lähde, fiński biegacz narciarski (ur. 1911)
- 1979:
  - Morteza Motahhari, irański ajatollah, teolog, polityk (ur. 1920)
  - Giulio Natta, włoski chemik, laureat Nagrody Nobla (ur. 1903)
- 1980:
  - Théophile Alajouanine, francuski neurolog (ur. 1890)
  - George Pal, amerykański operator, reżyser i producent filmowy pochodzenia węgierskiego (ur. 1908)
- 1981:
  - Wacław Barcikowski, polski prawnik, adwokat, polityk, poseł na Sejm PRL (ur. 1887)
  - Olle Bærtling, szwedzki malarz, grafik, rzeźbiarz (ur. 1911)
  - David Wechsler, amerykański psycholog pochodzenia żydowskiego (ur. 1896)
- 1983:
  - Pridi Banomyong, taski polityk, premier Tajlandii (ur. 1900)
  - Ernesto de la Guardia, panamski ekonomista, przedsiębiorca, dyplomata, polityk, wiceprezydent i prezydent Panamy (ur. 1904)
- 1984:
  - Piotr Gębka, polski polityk, poseł na Sejm PRL (ur. 1925)
  - Alessandra Sabattini, włoska studentka, czcigodna Służebnica Boża (ur. 1961)
- 1985:
  - Zygmunt Beczkowicz, polski prawnik, dyplomata, polityk, senator RP (ur. 1887)
  - Attilio Bettega, włoski kierowca rajdowy (ur. 1953)
  - Milton Eisenhower, amerykański działacz. oświatowy (ur. 1899)
  - Arnošt Lamprecht, czeski językoznawca, dialektolog, fonetyk, wykładowca akademicki (ur. 1919)
  - Väinö Suvivuo, fiński lekkoatleta, płotkarz (ur. 1917)
- 1986:
  - Sergio Cresto, włoski kierowca i pilot rajdowy (ur. 1956)
  - Henri Toivonen, fiński kierowca rajdowy (ur. 1956)
- 1987 – Józef Ciszewski, polski piłkarz (ur. 1904)
- 1989:
  - Wieniamin Kawierin, rosyjski pisarz (ur. 1902)
  - Giuseppe Siri, włoski duchowny katolicki, arcybiskup Genui, kardynał (ur. 1906)
- 1990 – Miriam Fink, australijska działaczka społeczna pochodzenia polsko-żydowskiego (ur. 1913)
- 1991:
  - Robert Elter, luksemburski piłkarz (ur. 1899)
  - Tadeusz Ruebenbauer, polski genetyk, hodowca roślin (ur. 1909)
- 1992:
  - Stefan Kieniewicz, polski historyk, archiwista, wykładowca akademicki (ur. 1907)
  - Marek Sienicki, polski policjant (ur. 1967)
- 1993:
  - Armando Bógus, brazylijski aktor (ur. 1930)
  - Eddie Hertzberger, holenderski przemysłowiec, kierowca wyścigowy (ur. 1904)
  - Thorkild Jacobsen, duńsko-amerykański asyrolog (ur. 1904)
  - Monty Southall, brytyjski kolarz torowy (ur. 1907)
- 1994 – Norbert Kołomejczyk, polski historyk (ur. 1930)
- 1995 – Michael Hordern, brytyjski aktor (ur. 1911)
- 1996:
  - Emil Habibi, izraelski pisarz, polityk pochodzenia arabskiego (ur. 1922)
  - María Luisa Ponte, hiszpańska aktorka (ur. 1918)
- 1997 – John Carew Eccles, australijski neurofizjolog, laureat Nagrody Nobla (ur. 1903)
- 1998:
  - Justin Fashanu, angielski piłkarz (ur. 1961)
  - Hideto Matsumoto, japoński gitarzysta, członek zespołu X Japan (ur. 1964)
  - Gene Raymond, amerykański aktor (ur. 1908)
- 1999:
  - Igor Djakonow, rosyjski orientalista, językoznawca, historyk (ur. 1915)
  - Oliver Reed, brytyjski aktor (ur. 1938)
  - Włodzimierz Sokorski, polski polityk, pisarz, publicysta (ur. 1908)
- 2002 – Izet Sarajlić, bośniacki poeta, eseista, historyk, filozof, tłumacz (ur. 1930)
- 2003:
  - Konstantin Butejko, rosyjski lekarz (ur. 1923)
  - Mohammed Dib, algierski pisarz (ur. 1920)
  - Błaga Dimitrowa, bułgarska pisarka, poetka, tłumaczka, polityk (ur. 1922)
  - Janusz Zabłocki, polski dyplomata (ur. 1923)
- 2004:
  - Nelson Gidding, amerykański scenarzysta filmowy (ur. 1920)
  - Paul Guimard, francuski pisarz (ur. 1921)
  - Salvatore Isgro, włoski duchowny katolicki (ur. 1930)
  - Allan Lindberg, szwedzki lekkoatleta, tyczkarz (ur. 1918)
- 2005:
  - Lew Leon Bukowiecki, polski krytyk filmowy, dziennikarz (ur. 1916)
  - Theo Middelkamp, holenderski kolarz szosowy i torowy (ur. 1914)
  - Wee Kim Wee, singapurski dziennikarz, dyplomata, polityk, prezydent Singapuru (ur. 1915)
- 2006 – Małgorzata Starowieyska, polska malarka, performerka, scenografka, choreografka (ur. 1953)
- 2007:
  - Phillip Carter, brytyjski przedsiębiorca, działacz piłkarski (ur. 1967)
  - Abdussabur Farid Kuhestani, afgański polityk, premier Afganistanu (ur. 1952)[4]
  - Juan Valdivieso, peruwiański piłkarz (ur. 1910)
  - Zdzisław Zwoźniak, polski historyk, dziennikarz (ur. 1930)
- 2008:
  - Wojciech Dzieduszycki, polski aktor, śpiewak, dyrygent, dziennikarz, autor tekstów kabaretowych, działacz kulturalny (ur. 1912)
  - Derek Pugh, brytyjski lekkoatleta, sprinter (ur. 1926)
- 2009:
  - Marilyn French, amerykańska pisarka (ur. 1929)
  - Jack Kemp, amerykański futbolista, polityk (ur. 1935)
  - Konrad Łapin, polski prozaik, poeta, radiowiec (ur. 1915)
  - Fatmir Xhindi, albański polityk (ur. 1960)
- 2010:
  - Bohumil Němeček, czeski bokser (ur. 1938)
  - Lynn Redgrave, brytyjska aktorka (ur. 1943)
- 2011:
  - Usama ibn Ladin, saudyjski terrorysta, założyciel Al-Ka’idy (ur. 1957)
  - Shigeo Yaegashi, japoński piłkarz (ur. 1933)
- 2012:
  - Rufus Pereira, hinduski duchowny katolicki, teolog, egzorcysta (ur. 1933)
  - Józef Skolimowski, polski reżyser i scenarzysta filmowy (ur. 1970)
- 2013:
  - Doreen Daume, niemiecka tłumaczka (ur. 1957)
  - Jeff Hanneman, amerykański gitarzysta, członek zespołu Slayer (ur. 1964)
  - Joseph McFadden, amerykański duchowny katolicki, biskup Harrisburga (ur. 1947)
  - Ivan Turina, chorwacki piłkarz, bramkarz (ur. 1980)
- 2014:
  - Elio Guzzanti, włoski lekarz, polityk (ur. 1920)
  - Anwar Khan, pakistański hokeista na trawie (ur. 1933)
  - Michał Moląg, polski malarz (ur. 1957)
  - Žarko Petan, słoweński prozaik, eseista (ur. 1929)
  - Nigel Stepney, brytyjski mechanik zespołów Formuły 1 (ur. 1958)
  - Efrem Zimbalist Jr., amerykański aktor (ur. 1918)
- 2015:
  - Maja Plisiecka, rosyjska tancerka baletowa (ur. 1925)
  - Ruth Rendell, brytyjska pisarka (ur. 1930)
- 2016:
  - Myles McKeon, australijski duchowny katolicki, biskup Bunbury (ur. 1919)
  - Afeni Shakur, amerykańska działaczka społeczna (ur. 1947)
  - Michał Zieliński, polski ekonomista, nauczyciel akademicki, dziennikarz, publicysta (ur. 1949)
- 2017:
  - Zbigniew Adrjański, polski dziennikarz, publicysta muzyczny (ur. 1932)
  - Amancio Escapa Aparicio, hiszpański duchowny katolicki, biskup San Domingo (ur. 1938)
  - Heinz Keßler, niemiecki generał, polityk (ur. 1920)
  - George Niederauer, amerykański duchowny katolicki, arcybiskup metropolita San Francisco (ur. 1936)
  - Barry Wood, południowoafrykański duchowny katolicki, biskup Durbanu (ur. 1942)
  - Grigorij Żyslin, rosyjski skrzypek, altowiolista i pedagog (ur. 1945)
- 2018 – Ryszard Kasperek, polski pilot szybowcowy i samolotowy (ur. 1931)
- 2019:
  - Roland Aboujaoudé, libański duchowny katolicki, biskup pomocniczy Antiochii (ur. 1930)
  - Fatimih Dávila, urugwajska modelka (ur. 1988)
  - Red Kelly, kanadyjski hokeista (ur. 1927)
  - Ali Mroudjaé, komoryjski polityk, minister spraw zagranicznych, premier Komorów (ur. 1939)
- 2020:
  - Maret-Mai Otsa, estońska koszykarka (ur. 1931)
  - Richie Cole, amerykański saksofonista jazzowy, kompozytor, aranżer (ur. 1948)
  - Stefan Hambura, polsko-niemiecki adwokat, publicysta (ur. 1961)
  - Munir Mangal, afgański generał, polityk (ur. 1950)
- 2021:
  - Alojzy Balcerzak, polski malarz, grafik, pedagog (ur. 1930)
  - Bronisław Cieślak, polski dziennikarz, aktor, polityk, poseł na Sejm RP (ur. 1943)
  - Tadeusz Gajdzis, polski pisarz, publicysta (ur. 1926)
  - Henryk Opilo, polski polityk, poseł na Sejm RP (ur. 1952)
  - Carlos Romero Barceló, portorykański adwokat, dyplomata, polityk, burmistrz San Juan, gubernator Portoryko (ur. 1932)
  - Bobby Unser, amerykański kierowca wyścigowy (ur. 1934)
  - Paul Vollmar, niemiecki duchowny katolicki, marianista, biskup pomocniczy Chur (ur. 1934)
- 2022:
  - Ursula Braun-Moser, niemiecka ekonomistka, działaczka samorządowa, polityk, eurodeputowana (ur. 1937)
  - Stanisław Tomkiewicz, polski rolnik, działacz opozycji antykomunistycznej, polityk, poseł na Sejm kontraktowy (ur. 1945)
  - Jurij Wasienin, rosyjski piłkarz (ur. 1948)
- 2023:
  - Eugeniusz Bedeniczuk, polski lekkoatleta, trójskoczek (ur. 1961)
  - Jadwiga Biedrzycka, polska prawnik, działaczka społeczna, polityk, prezydent Włocławka, poseł na Sejm PRL (ur. 1945)
  - Tori Bowie, amerykańska lekkoatletka, sprinterka, skoczkini w dal (ur. 1990)
  - Helmut Krätzl, austriacki duchowny katolicki, biskup pomocniczy Wiednia (ur. 1931)
  - Kazimieras Kuzminskas, litewski lekarz, samorządowiec, polityk (ur. 1947)
  - Irena Nowakowska, polska mikrobiolog, aktorka-lalkarka, dramatopisarka (ur. 1924)
  - Guido Sacconi, włoski związkowiec, polityk, eurodeputowany (ur. 1948)
  - Paweł Smoleński, polski dziennikarz, reporter, pisarz (ur. 1959)
- 2024:
  - Sjoukje Dijkstra, holenderska łyżwiarka figurowa (ur. 1942)
  - Darius Morris, amerykański koszykarz (ur. 1991)
- 2025:
  - Jorge Iván Castaño Rubio, kolumbijski duchowny katolicki, biskup Quibdó, biskup pomocniczy Medellín (ur. 1935)
  - Esteban Escudero Torres, hiszpański duchowny katolicki, biskup Palencii, biskup pomocniczy Walencji (ur. 1946)
  - Joka, polski raper, członek zespołu Kaliber 44 (ur. 1977)
  - Adnan al-Kassar, libański prawnik, przedsiębiorca, polityk, minister ekonomii i handlu, sekretarz stanu (ur. 1930)
  - George Ryan, amerykański polityk, gubernator stanu Illinois (ur. 1934)